# Brisaspor İzmit
Il Brisaspor İzmit è una società turca di pallacanestro femminile con sede a İzmit.
Ha partecipato a otto edizioni di Coppa Ronchetti.